# Episodi di Drawn Together (prima stagione)
La prima stagione della serie animata Drawn Together, composta da 7 episodi, è stata trasmessa negli Stati Uniti, da Comedy Central, dal 27 ottobre al 15 dicembre 2004.
In Italia la stagione è stata trasmessa dal 1º aprile 2005 su Paramount Comedy.
| nº | Titolo originale                     | Titolo italiano                                   | Prima TV USA     | Prima TV Italia |
| -- | ------------------------------------ | ------------------------------------------------- | ---------------- | --------------- |
| 1  | Hot Tub                              | Vasca idromassaggio                               | 27 ottobre 2004  | 1º aprile 2005  |
| 2  | Clara's Dirty Little Secret          | Il piccolo sporco segreto di Clara                | 3 novembre 2004  | 2 aprile 2005   |
| 3  | Gay Bash                             | Omofobi                                           | 10 novembre 2004 | 3 aprile 2005   |
| 4  | Requiem for a Reality Show           | Gara di cibo                                      | 17 novembre 2004 | 4 aprile 2005   |
| 5  | The Other Cousin                     | L'altra cugina                                    | 1º dicembre 2004 | 5 aprile 2005   |
| 6  | Dirty Pranking No. 2                 | Sporche balordie n°2                              | 8 dicembre 2004  | 6 aprile 2005   |
| 7  | The One Wherein There Is a Big Twist | Quello con il grande colpo di scena (Parte prima) | 15 dicembre 2004 | 24 marzo 2006   |

## Vasca idromassaggio
- Titolo originale: Hot Tub
- Diretto da: Peter Avanzino
- Scritto da: Matt Silverstein e Dave Jeser

### Trama
I coinquilini si incontrano per la prima volta nella casa. Foxxy Love cerca di insegnare alla Principessa Clara una lezione sul razzismo, mentre Toot si innamora di Xandir, il quale è alla ricerca della sua ragazza.

## Il piccolo sporco segreto di Clara
Clara rivela di avere un mostro con i tentacoli che vive nella sua vagina. Dopo aver mangiato Toot per averlo fatto arrabbiare, gli altri coinquilini (tranne Foxxy) tentano di distruggere il mostro. Tuttavia, Clara in seguito scopre dalla sua matrigna "malvagia", con la quale è riuscita a comunicare attraverso lo specchio magico, che l'unico modo per sbarazzarsene sarebbe trovare il suo principe azzurro. Nel frattempo, Ling-Ling è impegnato a lavare i piatti sporchi.

## Omofobi
Quando gli altri coinquilini iniziano a chiedersi se Xandir sia omosessuale, i loro sospetti vengono successivamente confermati e un preoccupato Xandir cerca di tenersi il segreto. Foxxy organizza quindi una festa gay per costringere Xandir ad ammettere e ad accettare la sua omosessualità. Nel frattempo, Spanky costringe Ling-Ling alla schiavitù facendogli produrre scarpe da ginnastica false per una competizione NBA.

## Gara di cibo
Una competizione gastronomica lascia metà dei coinquilini (Capitan Hero, Clara, Spanky e Wooldoor) sull'orlo della fame. Toot, invece, esagera nel mangiare ed è costretta a subire una perdita di peso (come consigliato da Xandir) con risultati psicologici inquietanti. Nel frattempo, uno Spanky affamato e infuriato fa il prepotente con Wooldoor, credendo che sia lui la ragione della sua fame. Wooldoor è confortato da Clara e dai suoi amici dei boschi, tuttavia Spanky, sull'orlo della fame, divora le creature dei boschi. Nel frattempo, Capitan Hero implora Foxxy per il cibo e lei risponde portandolo nel seminterrato e torturandolo, innescando una storia d'amore di breve durata tra loro.

## L'altra cugina
Capitan Hero si innamora della cugina mentalmente disabile di Clara, Bleh, che sta visitando la casa. Nel frattempo Ling-Ling scopre una droga allucinogena e Xandir, Toot e Wooldoor ne approfittano.

## Sporche balordie n°2
Spanky insegna a Clara come fare uno scherzo al pizzaiolo. Nel frattempo, Xandir è sconvolto quando il Capitan Hero continua ad annullare i loro piani a causa dei suoi doveri da eroe.

## Quello con il grande colpo di scena (Parte prima)
A causa del gran numero di telecamere che li guardano, i coinquilini si agitano rendendosi conto che non riceveranno alcun premio per aver recitato nel programma. Toot si lamenta con i produttori e in risposta, i coinquilini vengono rinchiusi nella casa. Dopo aver protestato contro il programma, vengono fatti uscire e trascinati in una competizione dove vengono messi l'uno contro l'altro in una parodia di The Apprentice. Foxxy alla fine prevale e viene rivelato che la competizione è solo una trama subdola escogitata dall'entità più potente dell'intero programma. Alla fine, i coinquilini infuriati dirottano un elicottero e fanno saltare in aria la casa, tuttavia viene portato fuori rotta e i coinquilini si schiantano su un'isola deserta.